# Exilisia bijuga
Exilisia bijuga là một loài bướm đêm thuộc phân họ Arctiinae, họ Erebidae.